# Ophrys
Genre
Classification phylogénétique
Ophrys est un genre de plantes à fleurs de la famille des Orchidaceae (les orchidées). Ce sont des plantes terrestres euro-méditerranéennes répandues du sud de la Scandinavie à l'Afrique du Nord et des îles Canaries à la mer Caspienne.

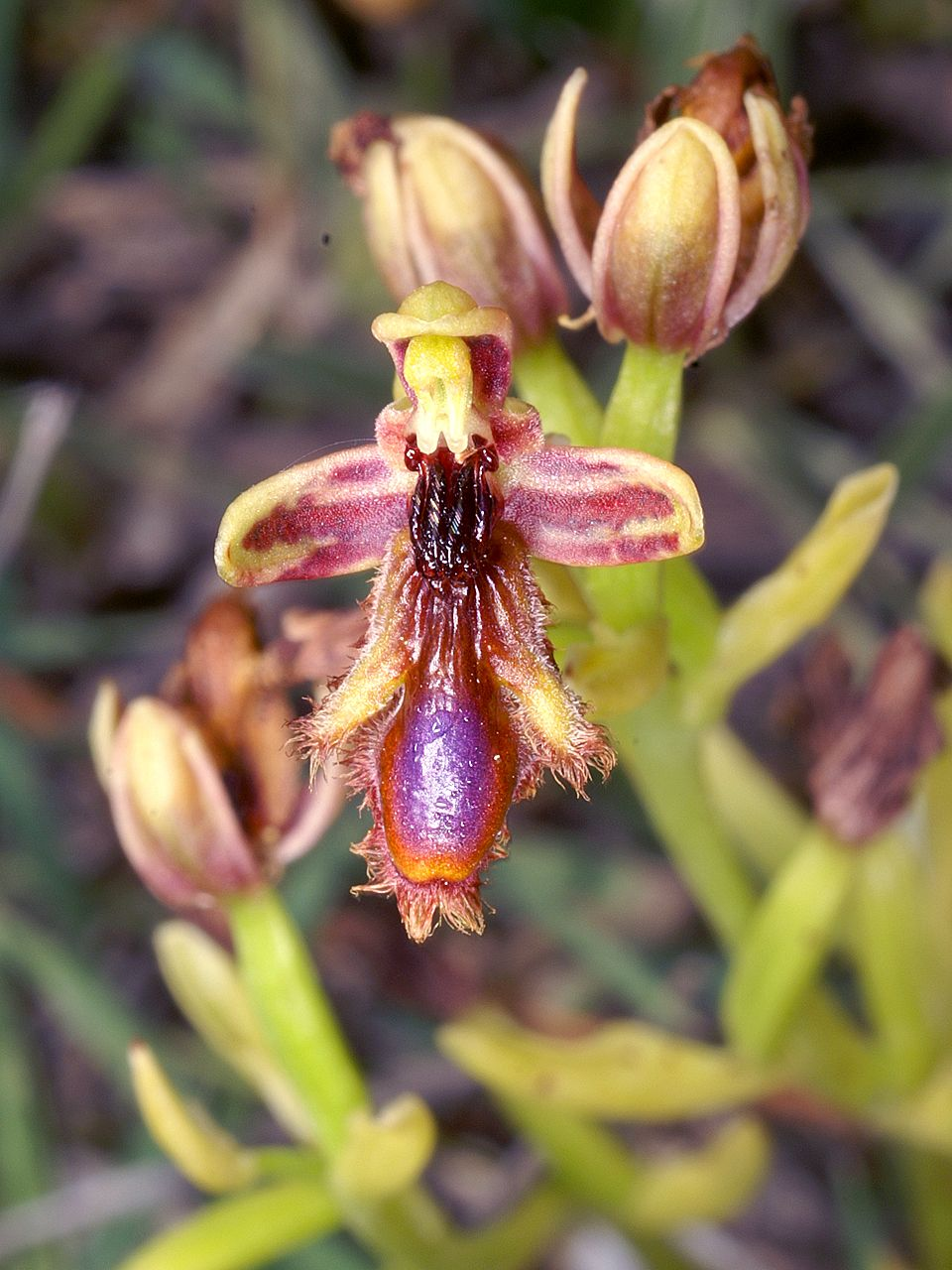
Ophrys speculum subsp. regis-ferdinandii.

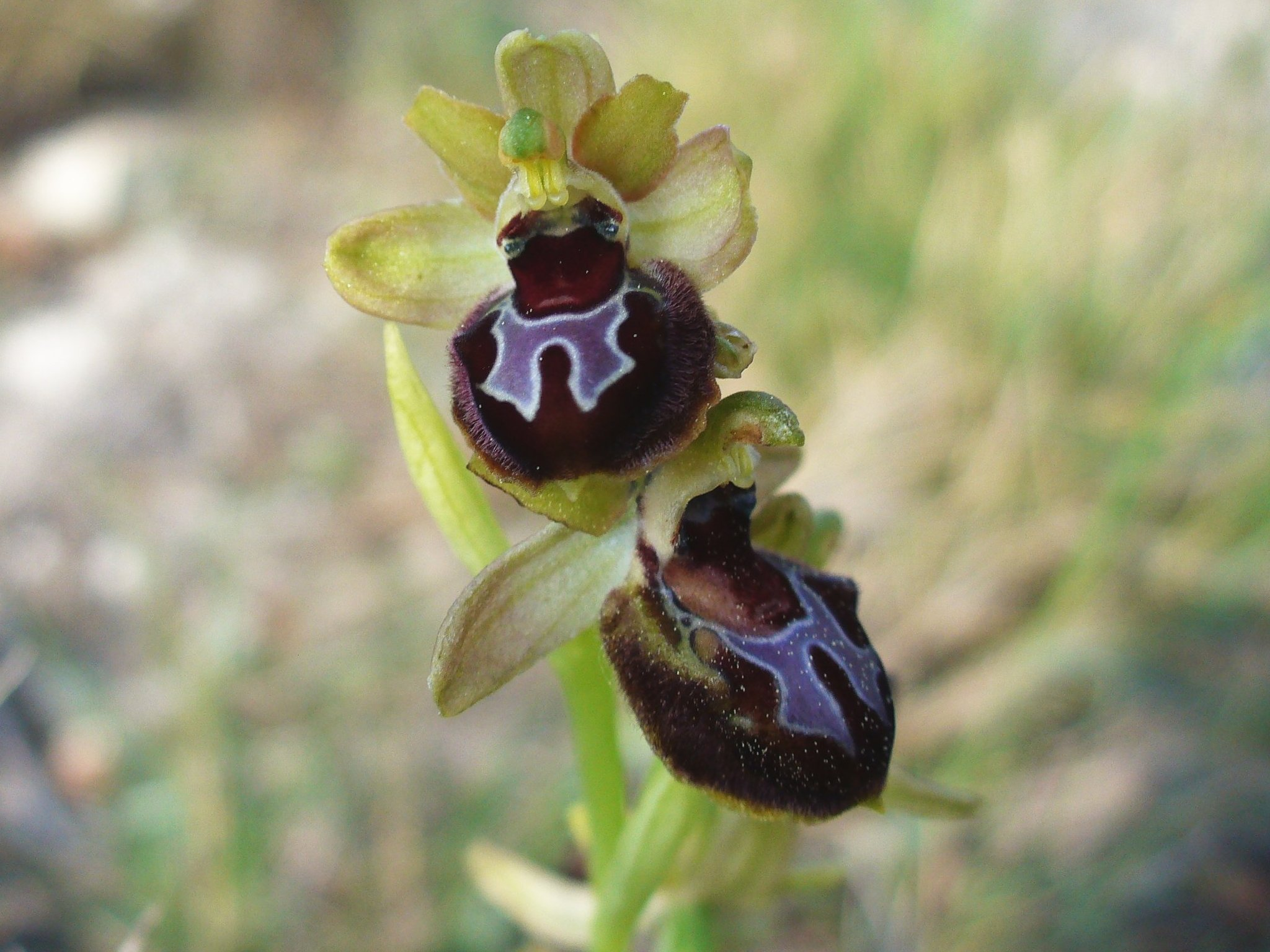
Ophrys provincialis.

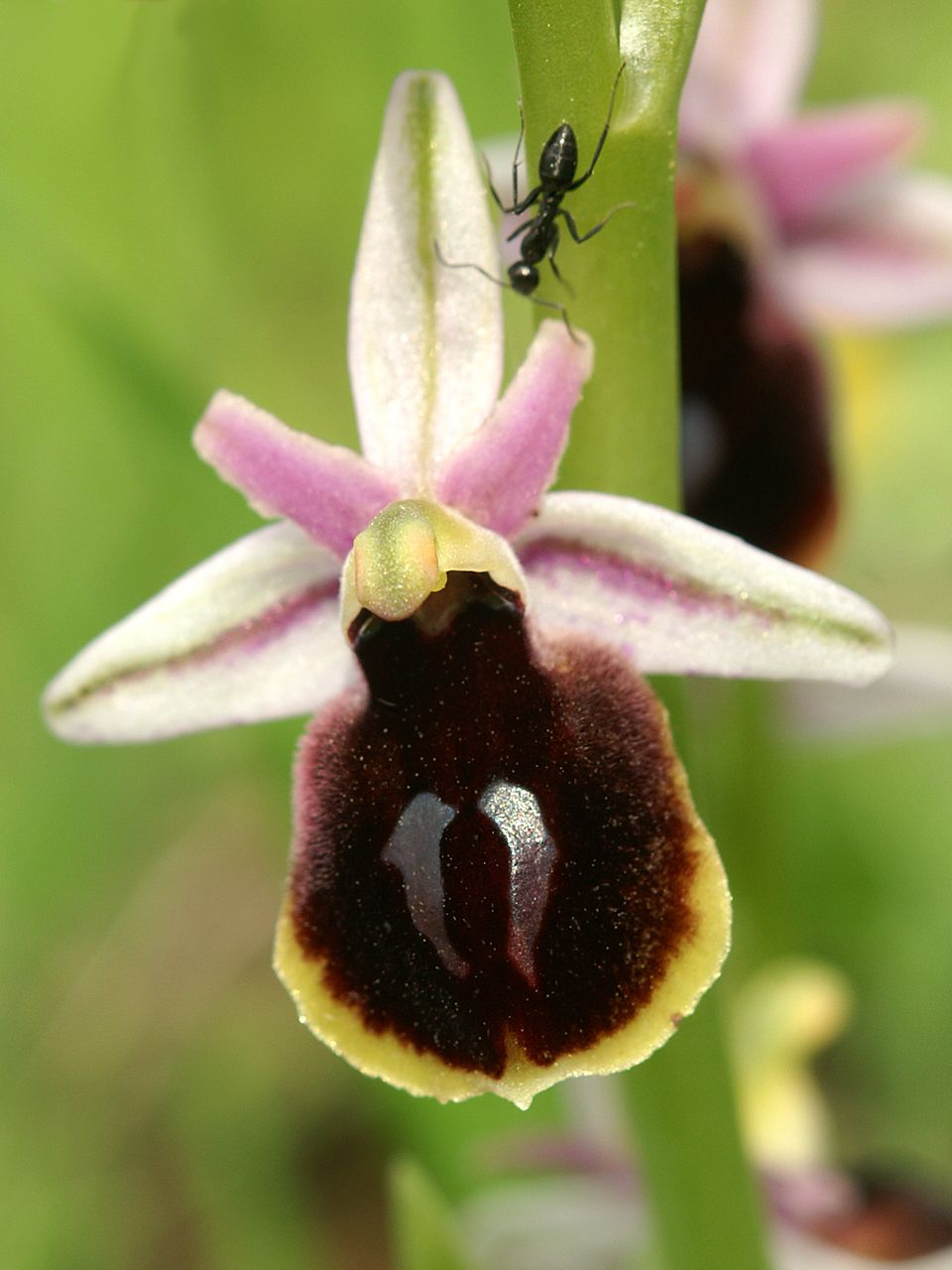
Ophrys ferrum-equinum.

## Description
Ce sont des plantes herbacées présentant 2 ou 3 tubercules, des feuilles en rosette basale et une hampe florale laxiflore et en général pauciflore (1 à 14 fleurs). Les fleurs ont les sépales et les pétales latéraux étalés. Le labelle est sans éperon, plus ou moins entier, muni à la fois d'une pilosité importante et d'une zone glabre appelée macule. C'est sans doute cette pilosité qui a valu son nom au genre, le mot ophrus signifiant en grec « sourcil ».
La particularité la plus remarquable dans ce genre est constituée par les relations qui se sont développées avec les insectes et, en particulier, différentes espèces d'abeilles sauvages. Le labelle des Ophrys, en imitant un corps d'hyménoptère (exceptionnellement de coléoptère), provoque de furieuses pseudocopulations de la part des mâles, attirés par des substances émises par les Ophrys qui évoquent des phéromones sexuelles de la femelle correspondante.
Suivant les espèces, on a une pollinisation céphalique (le mâle emportant les pollinies collées sur la tête) ou une pollinisation abdominale quand la pseudocopulation se fait dans la position inverse (exceptionnellement en position latérale). Ce mécanisme est très précis et explique la radiation évolutive rencontrée dans ce genre qui compte environ 150 à 300 espèces et sous-espèces d'ophrys sur leur aire de répartition.

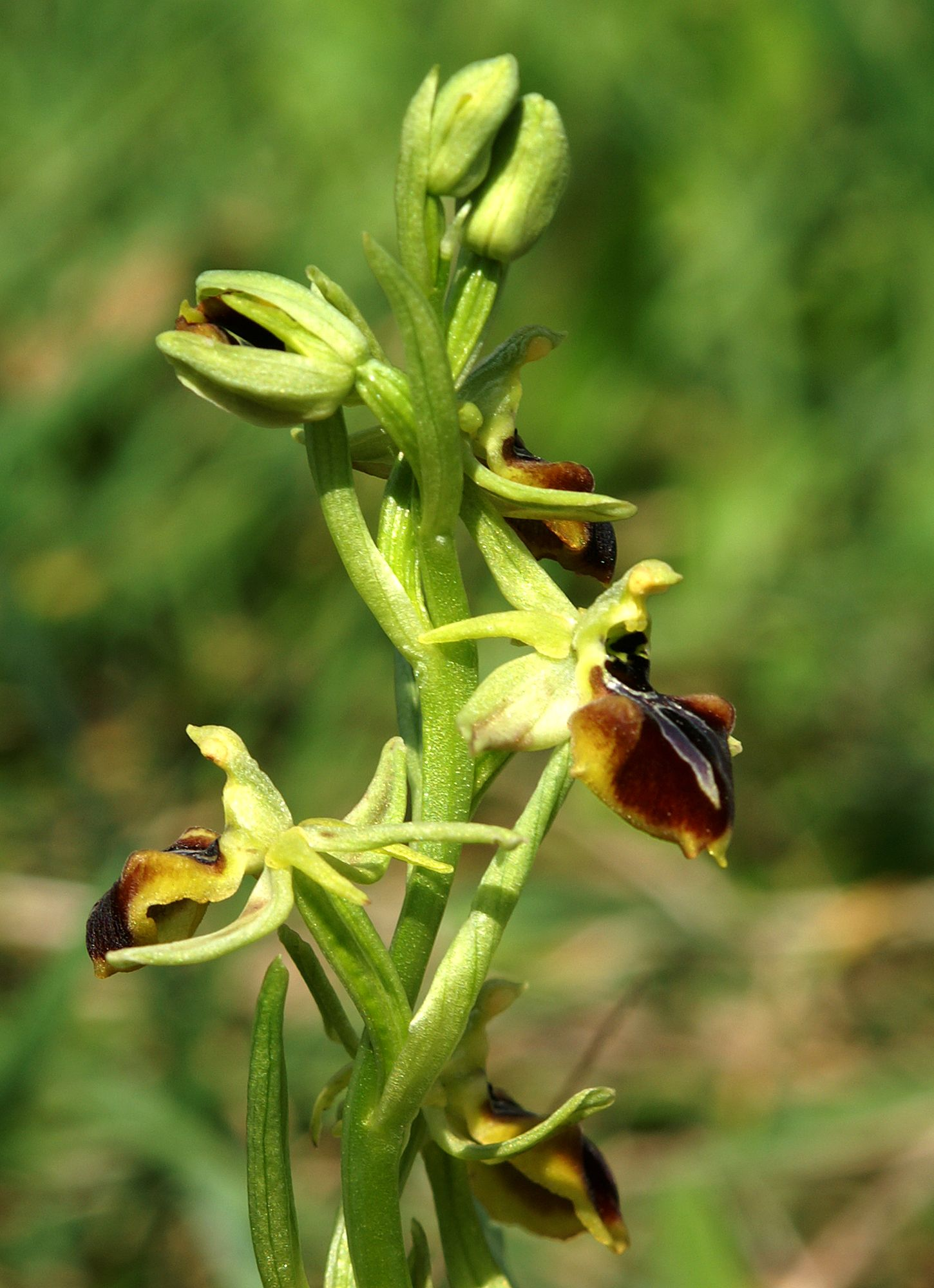
Hampe florale: Ophrys sphegodes subsp. aesculapii.
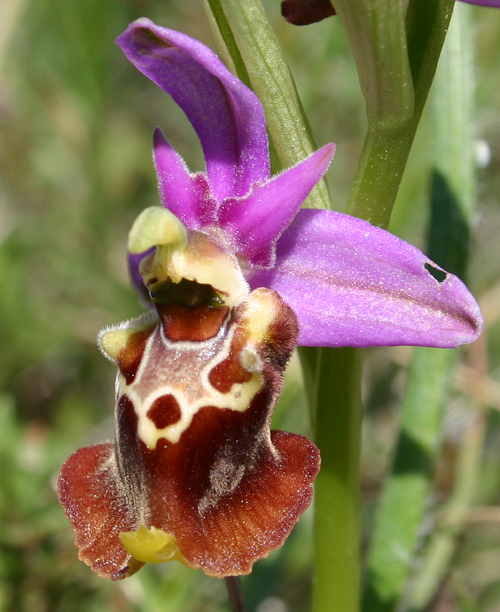
Fleur: Ophrys ×apulica.
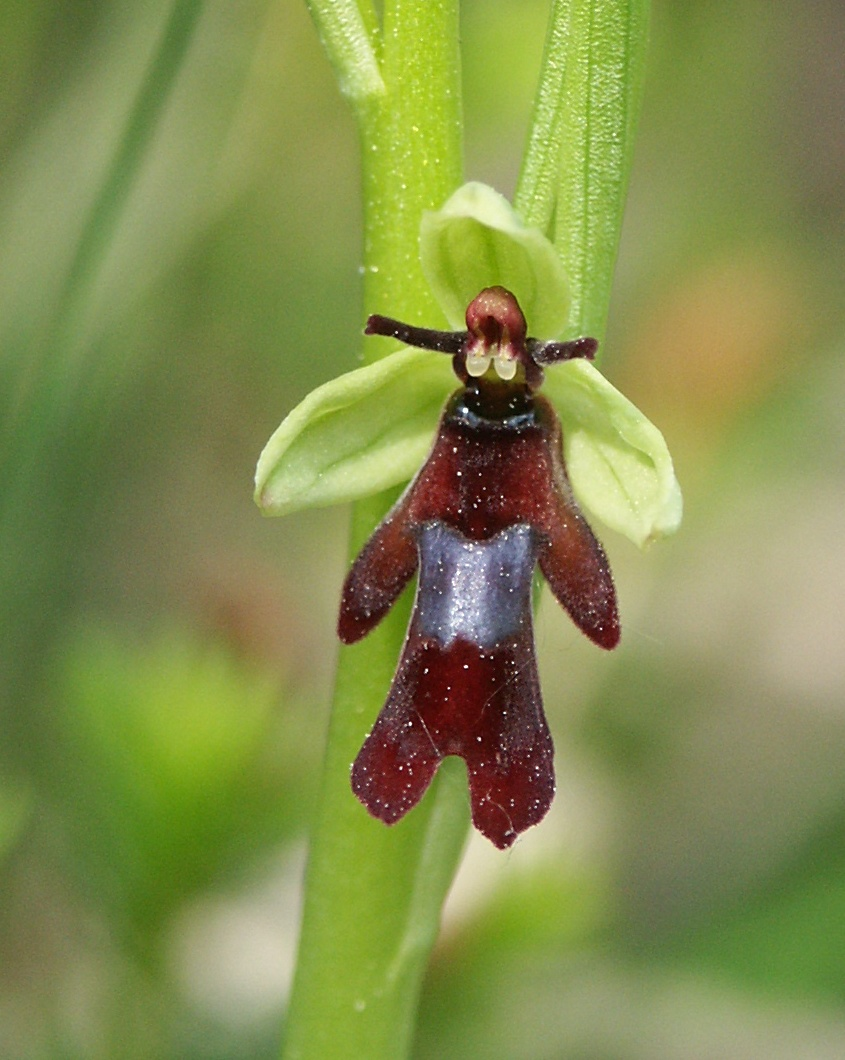
Espèce type: Ophrys insectifera.
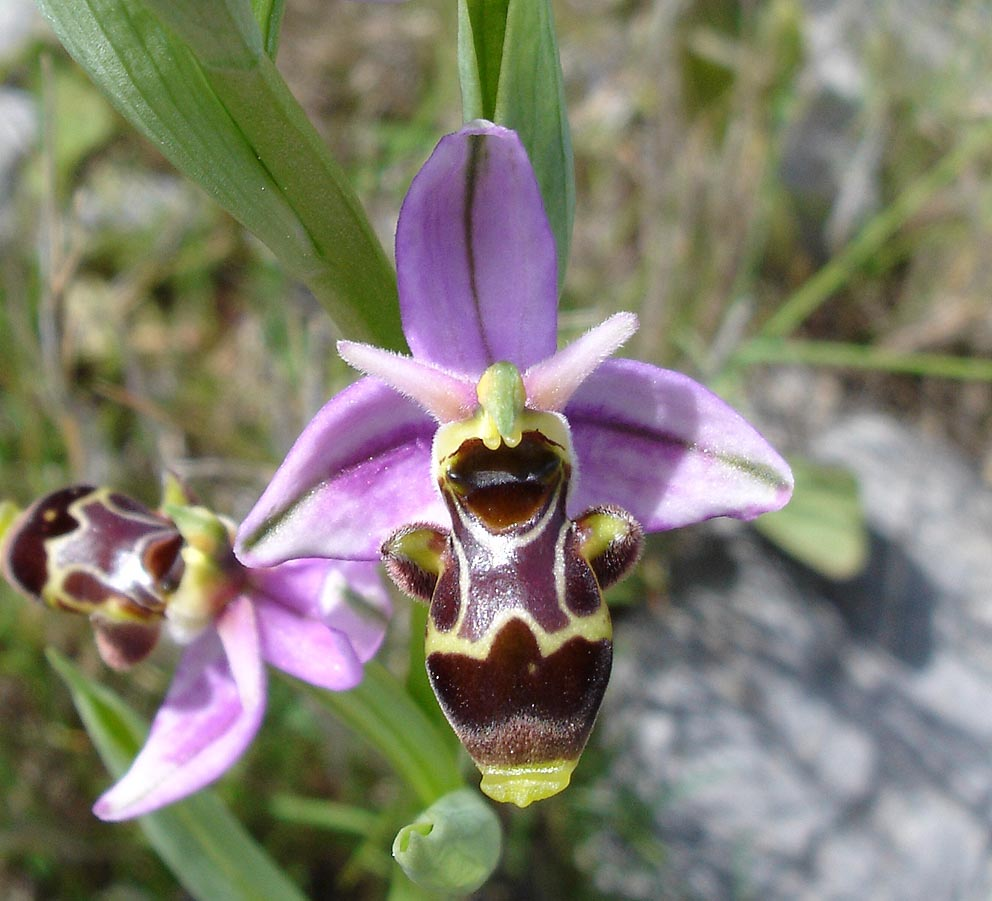
Fleur: Ophrys scolopax.
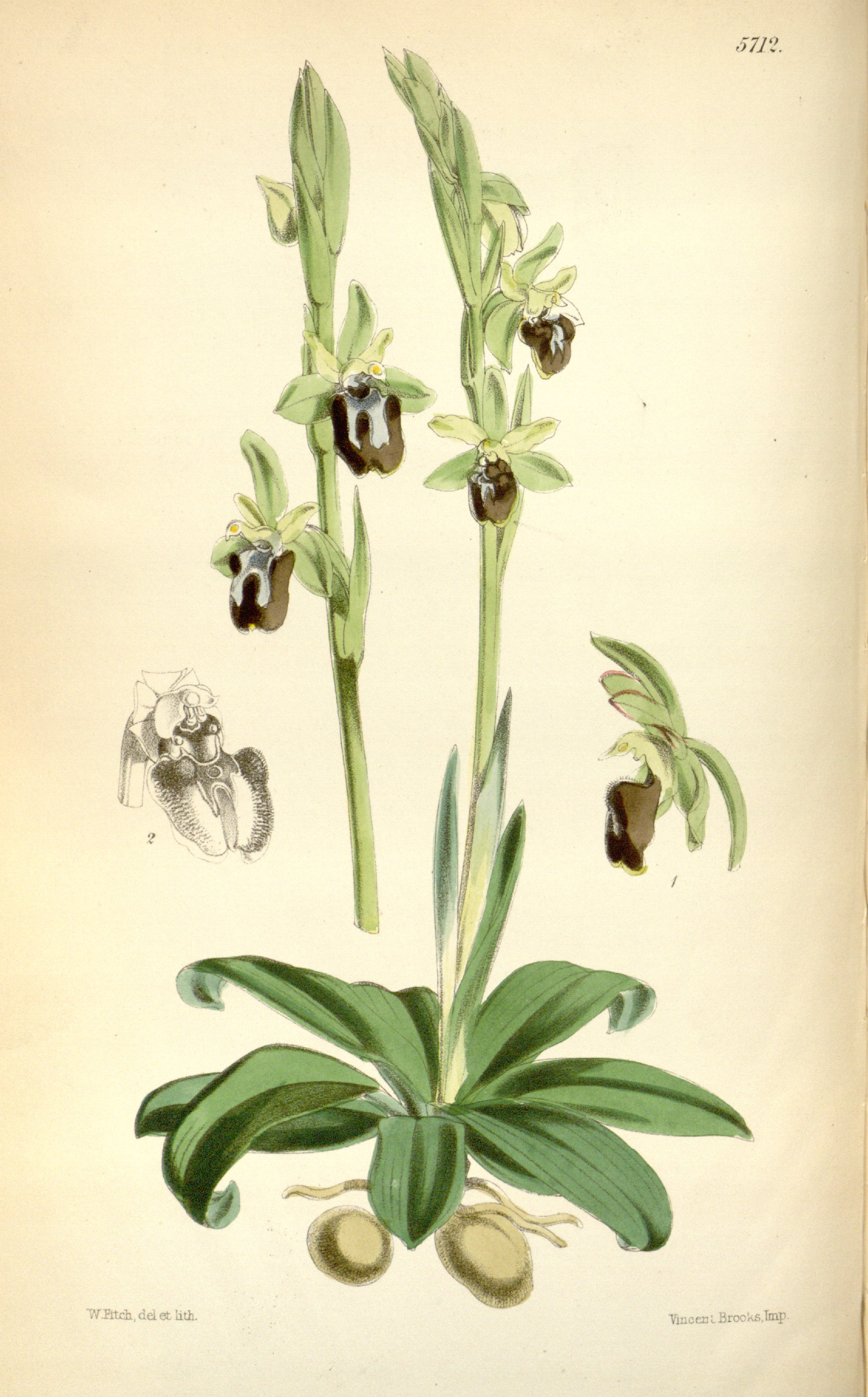
Illustration botanique: Ophrys insectifera.
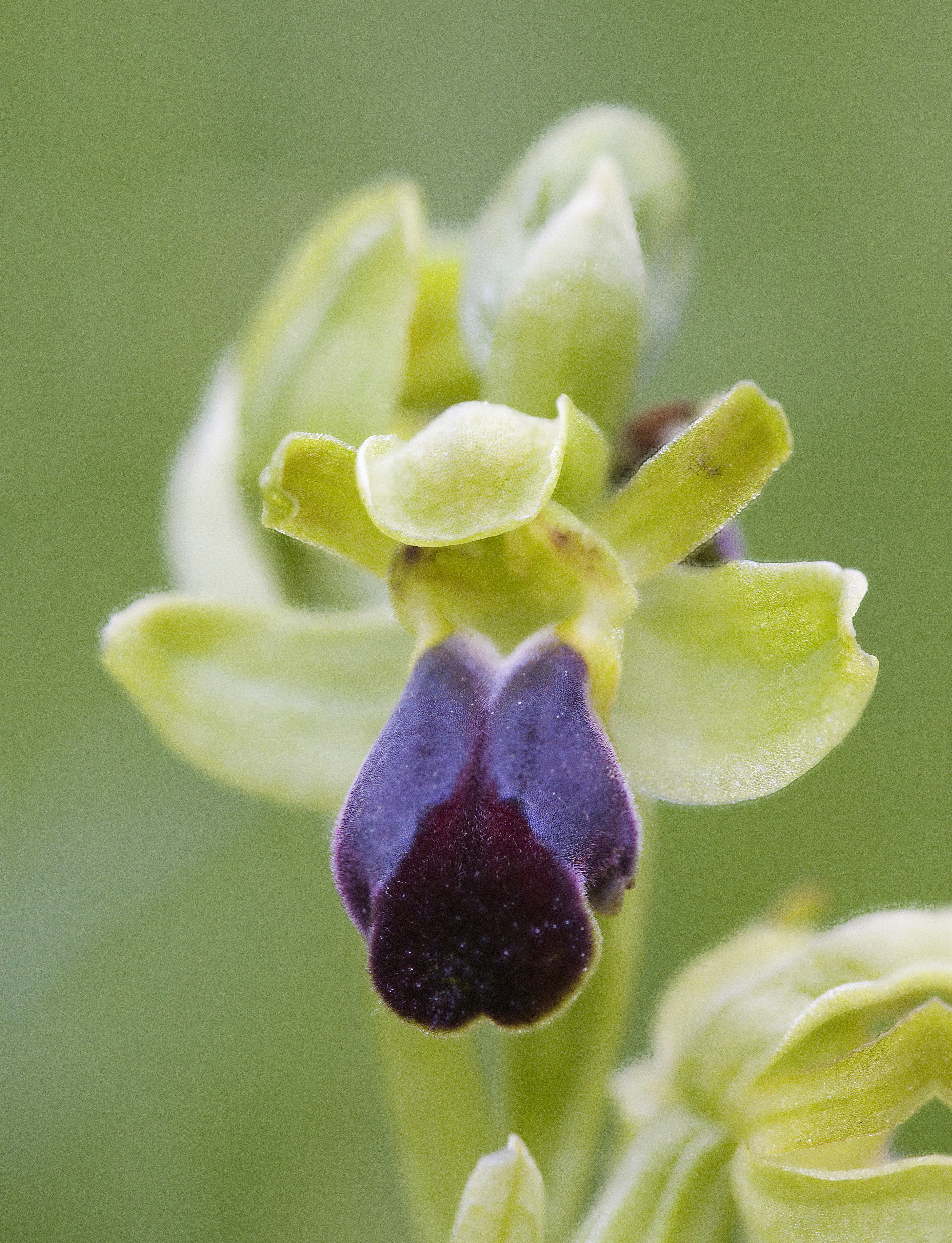
Ophrys sulcata au Muséum de Toulouse.

## Classification

### Sections
Certains orchidologues belges influents (Devillers & Devillers-Tersch., P.Delforge) classent ces espèces en une vingtaine ou trentaine de groupes empiriques de définition partiale (la plupart étant supposés monophylétiques). D'autres orchidologues en restent à définir 6 à 12 sections (ou sous-sections), englobant parfois plusieurs de ces groupes. Sur les bases de travaux phylogénétiques les plus récents, seules 6 à 8 sections pourraient être objectivement reconnues.
- Section Pseudophrys Godfery 1928, J. of Botany (London).
  - super-groupe d'Ophrys fusca - O. lutea : cf. nombreux "groupes"...
  - groupe d'Ophrys omegaifera
- Section Ophrys L. 1753. (autonyme)
  - groupe d'Ophrys insectifera (dits Ophrys mouche - Espèce type)
- Section Ciliatae Quentin 2005, in Bournérias et Prat.
  - groupe d'Ophrys speculum
- Section Bombyliflorae Rchb.f. 1851, Icon. Fl. Germ.
  - groupe d'Ophrys tenthredinifera pro parte
- Section Tenthrediniferae Quentin 1993, Cah. Soc. Fr. Orch.
  - groupe d'Ophrys tenthredinifera pro parte
- Section Apiferae Quentin 1993, Cah. Soc. Fr. Orch.
  - groupe d'Ophrys apifera (dits Ophrys abeille)
- Section Fuciflorae Rchb.f. 1851, Icon. Fl. Germ.
  - groupe d'Ophrys fuciflora (dits Ophrys bourdon)
  - groupe d'Ophrys bornmuelleri (Cf. Ophrys fuciflora subsp. bornmuelleri)
  - groupe d'Ophrys heldreichii (Cf. Ophrys scolopax subsp. heldreichii)
  - groupe d'Ophrys scolopax (dits Ophrys bécasse) (cf. section Umbilicatae Quentin 1994...)
  - groupe d'Ophrys umbilicata
- Section Araniferae Rchb.f. 1851, Icon. Fl. Germ.
  - groupe d'Ophrys reinholdii (cf. section Reinholdiae Quentin 1993...)
  - groupe d'Ophrys argolica (cf. section Argolicae Quentin 1993...)
  - groupe d'Ophrys mammosa (cf. section Mammosae Quentin 1993..., Ophrys sphegodes subsp. mammosa)
  - groupe d'Ophrys ×arachnitiformis
  - super-groupe d'Ophrys sphegodes (dits Ophrys araignée)
  - groupe d'Ophrys bertolonii (cf. section Bertoloniorum Quentin 1993...)

### Liste des Espèces[3]
On dénombre plus de 37 espèces (la répartition géographique est précisée), 71 sous-espèces, 4 variétés et au moins 137 hybrides (plus de 200 répertoriés sur Wikipedia.en).
Cette liste est cependant éminemment variable et subjective selon la flore considérée, la classification adoptée et l'avancement des connaissances, particulièrement s'agissant d'orchidées.
| Espèces, sous-espèces et variétés | hybrides | répartition et statut                                                                       |
| --- | --- | ------------------------------------------------------------------------------------------- |
| | Ophrys ×aghemanii Renz (1978). |                                                                                             |
| | Ophrys d'Albert Ophrys ×albertiana E.G.Camus (1891) (Ophrys apifera × fuciflora)* nothosubsp. albertiana. * nothosubsp. morellensis (O.Danesch & E.Danesch) Del Prete (1984).                             |                                                                                             |
| | Ophrys des Pouilles Ophrys ×apulica J.C.Schmidt ex Rchb.f. in H.G.L.Reichenbach (1851) (Ophrys araneola × insectifera)* nothosubsp. apicula. * nothosubsp. fabrei (C.Bernard) H.Baumann & Künkele (1986). |                                                                                             |
| Ophrys abeille Ophrys apifera Huds. (1762). | | Europe, Bassin méditerranéen, Caucase                                                       |
| | Ophrys ×aquilana H.Baumann & Künkele (1986) (Ophrys gumprechtii × fuciflora) |                                                                                             |
| | Ophrys ×arachnitiformis Gren. & Philippe (1860).* subsp. occidentalis |                                                                                             |
| | Ophrys ×araniferiformis Dalla Torre & Sarnth.(1906). |                                                                                             |
| Ophrys argolica H.Fleischm. (1919).* subsp. aegaea (Kalteisen & H.R.Reinhard) H.A.Pedersen & Faurh. (2002).* subsp. argolica. * subsp. biscutella (O.Danesch & E.Danesch) Kreutz (2004). * subsp. crabronifera (Sebast. & Mauri) Faurh. (2002). * subsp. elegans (Renz) E.Nelson (1962). * subsp. lesbis (Gölz & H.R.Reinhard) H.A.Pedersen & Faurh. (2002). * subsp. lucis (Kalteisen & H.R.Reinhard) H.A.Pedersen & Faurh. (2002). | | Méditerranée, de l'Italie à la Syrie                                                        |
| Ophrys atlantica Munby (1856). | | Sud de l'Espagne au nord-ouest de l'Afrique                                                 |
| Ophrys de l’Aveyron Ophrys aveyronensis . | | sud du Massif central, Causse du Larzac (Aveyron), Nord de l’Espagne (protégé, liste rouge) |
| Ophrys d’Aymonin Ophrys aymoninii . | | Grands Causses (protégé, liste rouge)                                                       |
| | Ophrys ×barbaricina M.Allard & M.P.Grasso (2004). |                                                                                             |
| | Ophrys ×battandieri E.G.Camus (1908). |                                                                                             |
| | Ophrys ×baumanniana Soó (1979 publ. 1980). |                                                                                             |
| Ophrys bertolonii Moretti (1823).* subsp. aurelia * subst. bertolonii * subsp. catalonica * subsp. drumana * subsp. magniflora * subsp. saratoi E.G.Camus | | Pays bordant la Mer Adriatique                                                              |
| Ophrys à deux lunules Ophrys bilunulata . | | Provence, Languedoc-Roussillon (protégé, liste rouge)                                       |
| Ophrys bombyliflora Link (Schrader) (1800). | | Bassin méditerranéen et Îles Canaries                                                       |
| | Ophrys ×borgersiae P.Delforge (1983). |                                                                                             |
| | Ophrys ×boscoquartensis O.Danesch & E.Danesch (1970). |                                                                                             |
| | Ophrys ×bourlieri Maire (1931). |                                                                                             |
| | Ophrys ×brigittae H.Baumann (1981).* nothosubsp. brigittae.* nothosubsp. provecta (Benito & C.E.Hermos.) F.M.Vázquez (2009).                                                                              |                                                                                             |
| | Ophrys ×campolati O.Danesch & E.Danesch (1972). |                                                                                             |
| | Ophrys ×carica H.Baumann & Künkele (1986). |                                                                                             |
| | Ophrys ×carpinensis O.Danesch & E.Danesch (1970). |                                                                                             |
| | Ophrys ×carquierannensis E.G.Camus (1908). |                                                                                             |
| | Ophrys ×chobautii G.Keller ex B.Tyteca & D.Tyteca (1983) (Ophrys lutea × Ophrys speculum) |                                                                                             |
| | Ophrys ×cicmiriana P.Delforge (2006). |                                                                                             |
| Ophrys cilicica Schltr. (1923). | | Sud de la Turquie, Syrie et Iran                                                            |
| | Ophrys ×circaea W.Rossi & Prola (1983). |                                                                                             |
| | Ophrys ×clapensis Balayer (1989). |                                                                                             |
| | Ophrys ×cranbrookeana Godfery (1921). |                                                                                             |
| | Ophrys ×cugniensis Soca (1997). |                                                                                             |
| | Ophrys ×delphinensis O.Danesch & E.Danesch (1972). |                                                                                             |
| | Ophrys ×devenensis Rchb.f. in H.G.L.Reichenbach (1851) (Ophrys fuciflora × Ophrys insectifera) |                                                                                             |
| | Ophrys ×diakoptensis M.Bayer (1978). |                                                                                             |
| | Ophrys ×eliasii Sennen ex E.G.Camus & A.Camus (1928). * nothosubsp. conimbricensis (O.Danesch & E.Danesch) H.Baumann & Künkele (1986). * nothosubsp. eliasii.                                             |                                                                                             |
| | Ophrys ×emmae G.Keller ex H.Wettst. (1970). |                                                                                             |
| | Ophrys ×epidavrensis G.Eberle (1966). |                                                                                             |
| | Ophrys ×ettlingeriana P.Delforge (1997). |                                                                                             |
| | Ophrys ×extorris Soó (1929). |                                                                                             |
| | Ophrys ×feldwegiana B.Baumann & H.Baumann (1984). |                                                                                             |
| | Ophrys ×fernandii Rolfe (1918). |                                                                                             |
| | Ophrys ×ferruginea W.Rossi & Liuti (1990). |                                                                                             |
| Ophrys ferrum-equinum Desf. (1807).* subsp. ferrum-equinum.* subsp. gottfriediana (Renz) E.Nelson (1962). | | Albanie et Turquie                                                                          |
| | Ophrys ×flavicans Vis. (1842). |                                                                                             |
| Ophrys fuciflora (F.W.Schmidt) Moench (1802).* subsp. andria (P.Delforge) Faurh. (2005 publ. 2006).* subsp. apulica O.Danesch & E.Danesch (1969). * subsp. biancae (Tod.) Faurh. (2005 publ. 2006). * subsp. bornmuelleri (M.Schulze) B.Willing & E.Willing (1975). * subsp. candica E.Nelson ex Soó (1978). * subsp. chestermanii (J.J.Wood) H.Blatt & W.Wirth (1990). * subsp. elatior (Paulus) R.Engel & Quentin (1997). * subsp. fuciflora. * subsp. grandiflora (H.Fleischm. & Soó) Faurh. (2005 publ. 2006). * subsp. lacaitae (Lojac.) Soó (1973). * subsp. oxyrrhynchos (Tod.) Soó (1927). * subsp. parvimaculata O.Danesch & E.Danesch (1970).+ var. ziyaretiana (Kreutz & Ruedi Peter) Faurh. & H.A.Pedersen (2008). | | de l'ouest de l'Europe au nord de l'Irak                                                    |
| Ophrys fusca Link (Schrader) 1799 (1800).* subsp. blitopertha (Paulus & Gack) Faurh. & H.A.Pedersen (2002).* subsp. cinereophila (Paulus & Gack) Faurh. (2002). * subsp. fusca. * subsp. iricolor (Desf.) K.Richt. (1890). * subsp. pallida (Raf.) E.G.Camus in E.G.Camus & A.A.Camus (1929). | Ophrys ×fusca nothosubsp. proxima (C.E.Hermos., Benito & Soca) F.M.Vázquez (2009). | Bassin méditerranéen                                                                        |
| | Ophrys ×grafiana Soó (1979 publ. 1980). |                                                                                             |
| | Ophrys ×grampinii Cortesi (Rome) 1: 359 (1903). |                                                                                             |
| | Ophrys ×gumprechtii O.Danesch & E.Danesch (1972).* nothosubsp. enobarbia (Del Prete & Tosi) Del Prete (1984). * nothosubsp. gumprechtii.                                                                  |                                                                                             |
| | Ophrys ×heraultii G.Keller ex Schrenk (1971) (Ophrys speculum × Ophrys tenthredinifera) |                                                                                             |
| | Ophrys ×hybrida Pokorny (Ophrys insectifera × Ophrys sphegodes) |                                                                                             |
| Ophrys Mouche Ophrys insectifera L. (1753).* subsp. aymoninii Breistr. (1981). * subsp. insectifera. | * nothosubsp. tytecaeana P.Delforge (1983) (Ophrys aymoninii (Breistr.) Buttler × Ophrys insectifera L...)                                                                                                | Europe                                                                                      |
| Ophrys isaura Renz & Taubenheim (1980). | | Sud de la Turquie                                                                           |
| | Ophrys ×joannae Maire (1921). |                                                                                             |
| | Ophrys ×kalteiseniana B.Baumann & H.Baumann (1984). |                                                                                             |
| | Ophrys ×kelleri Godfery (1915). |                                                                                             |
| Ophrys kojurensis Gölz (2006). | | Iran                                                                                        |
| Ophrys konyana Kreutz & Ruedi Peter (2007). | | Turquie                                                                                     |
| Ophrys kopetdagensis K.P.Popov & Neshat. (1982). | | Turkménistan                                                                                |
| Ophrys kotschyi H.Fleischm. & Soó (1926).* subsp. ariadnae (Paulus) Faurh. (2002). * subsp. cretica (Soó) H.Sund. (1975). * subsp. kotschyi. | | Grèce et Chypre                                                                             |
| Ophrys kreutzii W.Hahn (2008). | | Turquie                                                                                     |
| | Ophrys ×kulpensis Kreutz (1992). |                                                                                             |
| | Ophrys ×kurzeorum H.Baumann (1981). |                                                                                             |
| | Ophrys ×lefevreana P.Delforge (2006). |                                                                                             |
| | Ophrys ×lefkarensis Segers & H.Walraven (2002). |                                                                                             |
| Ophrys lepida S.Moingeon & J.-M.Moingeon (2005). | | Sardaigne                                                                                   |
| | Ophrys ×lievreae Maire (1921). |                                                                                             |
| | Ophrys ×lioniana P.Delforge (2006). |                                                                                             |
| | Ophrys ×lithinensis C.Alibertis & A.Alibertis (1989). |                                                                                             |
| | Ophrys ×llenasii Sennen ex E.G.Camus in E.G.Camus & A.A.Camus (1928). |                                                                                             |
| | Ophrys ×loneuxiana P.Delforge (2006). |                                                                                             |
| | Ophrys ×luizetii E.G.Camus (1891). |                                                                                             |
| Ophrys lunulata Parl. (1838). | | Sicile                                                                                      |
| | Ophrys ×lupiae O.Danesch & E.Danesch (1972). |                                                                                             |
| Ophrys lutea Cav. (1793).*subsp. aspea (Devillers-Tersch. & Devillers) Faurh. (2009). * subsp. galilaea (H.Fleischm. & Bornm.) Soó (1926). * subsp. lutea. * subsp. melena Renz (1928). | | Bassin méditerranéen                                                                        |
| Ophrys lycia Renz & Taubenheim (1980). | | Sud-ouest de la Turquie                                                                     |
| | Ophrys ×macchiatii E.G.Camus (1908).* nothosubsp. macchiatii. * nothosubsp. neokelleri (Soó) H.Baumann & Künkele (1986).                                                                                  |                                                                                             |
| | Ophrys ×maladroxiensis Scrugli (1992).* nothosubsp. daissiorum H.Baumann & al. (1995). * nothosubsp. maladroxiensis.                                                                                      |                                                                                             |
| | Ophrys ×manfredoniae O.Danesch & E.Danesch (1972). |                                                                                             |
| | Ophrys ×maremmae O.Danesch & E.Danesch (1972). |                                                                                             |
| | Ophrys ×marinaltae M.R.Lowe (2003). |                                                                                             |
| | Ophrys ×marmarensis H.Baumann & Künkele (1986). |                                                                                             |
| | Ophrys ×mazzolana Falci (2008). |                                                                                             |
| | Ophrys ×methonensis H.Baumann & Künkele (1986). |                                                                                             |
| | Ophrys ×minuticauda Duffort (1902).* nothosubsp. donorensis Gulli & M.P.Grasso (1997). * nothosubsp. minuticauda.                                                                                         |                                                                                             |
| | Ophrys ×montis-angeli O.Danesch & E.Danesch (1970). |                                                                                             |
| | Ophrys ×moreana H.Baumann & Künkele (1986). |                                                                                             |
| | Ophrys ×mulierum H.Baumann & Künkele (1986). |                                                                                             |
| | Ophrys ×nelsonii''Ophrys'' ×''nelsonii''Contré & Delamain (1965). |                                                                                             |
| | Ophrys ×neoruppertii A.Camus ex Ruppert (1926). |                                                                                             |
| | Ophrys ×notabilis Renz & Taubenheim (1983).* nothosubsp. neemaniana B.Baumann & H.Baumann (2006). * nothosubsp. notabilis.                                                                                |                                                                                             |
| | Ophrys ×nouletii E.G.Camus (1893). |                                                                                             |
| Ophrys oblita Kreutz (2009). | | Turquie                                                                                     |
| | Ophrys obscura G. Beck (Ophrys fuciflora × Ophrys sphegodes) | Turquie                                                                                     |
| | Ophrys ×olbiensis E.G.Camus (1908). |                                                                                             |
| Ophrys omegaifera H.Fleischm. (1925).* subsp. dyris (Maire) Del Prete (1984). * subsp. fleischmannii (Hayek) Del Prete (1984). * subsp. hayekii (H.Fleischm. & Soó) Kreutz (2004). * subsp. israelitica (H.Baumann & Künkele) G.Morschek & K.Morschek (1996). * subsp. omegaifera+ var. basilissa (C.Alibertis, A.Alibertis & H.R.Reinhard) Faurh. (2002). | | Bassin méditerranéen                                                                        |
| | Ophrys ×onckelinxiae P.Delforge (2006). |                                                                                             |
| | Ophrys ×ozantina Gennaio (2009). |                                                                                             |
| | Ophrys ×paphosiana H.Baumann & Künkele (1986). |                                                                                             |
| | Ophrys ×peltieri Maire (1924). |                                                                                             |
| | Ophrys ×personei Cortesi (1915). |                                                                                             |
| | Ophrys ×perspicua Renz & Taubenheim (1983). |                                                                                             |
| | Ophrys ×pietzschii Kümpel (1982). |                                                                                             |
| | Ophrys ×piscinica P.Delforge & C.Delforge (1986). |                                                                                             |
| | Ophrys ×plorae C.Alibertis & A.Alibertis (1989). |                                                                                             |
| | Ophrys ×poisneliae Menos (2000). |                                                                                             |
| | Ophrys ×potentissima S.Hertel & Presser (2006). |                                                                                             |
| | Ophrys ×pseudofusca Albert & Camus (1891). |                                                                                             |
| Ophrys pseudomammosa Renz (1928). | | Grèce au nord de la Turquie                                                                 |
| | Ophrys ×pseudoquadriloba Renz (1928). |                                                                                             |
| | Ophrys ×pseudospeculum De Candolle (Ophrys lutea × Ophrys scolopax) |                                                                                             |
| | Ophrys ×quintartiana P.Delforge (1997). |                                                                                             |
| | Ophrys ×pulchra E.G. Camus (Ophrys araneola × fuciflora) |                                                                                             |
| | Ophrys ×rainei Albert & Jahand. (1908). |                                                                                             |
| | Ophrys ×rasbachii G.Eberle (1966). |                                                                                             |
| | Ophrys ×rauschertii Kümpel (1981 publ. 1982). |                                                                                             |
| | Ophrys ×raynaudii P.Delforge (1994). |                                                                                             |
| | Ophrys ×rechingeri Soó (1926). |                                                                                             |
| | Ophrys ×regis-minois Halx (1972). |                                                                                             |
| Ophrys reinholdii Spruner ex Fleischm. (1908).* subsp. antiochiana (H.Baumann & Künkele) H.Baumann & R.Lorenz (2005). * subsp. reinholdii. * subsp. straussii (H.Fleischm.) E.Nelson (1962). | | Péninsule des Balkans au nord-ouest de l'Iran                                               |
| | Ophrys ×salvatoris O.Danesch & E.Danesch (1972). |                                                                                             |
| Ophrys schulzei Bornm. & Fleischm. (1911). | | Iran, irak, Liban, Turquie                                                                  |
| Ophrys scolopax Cav. (1793).* subsp. apiformis (Desf.) Maire & Weiller in R.C.J.Maire (1959). * subsp. conradiae (Melki & Deschâtres) H.Baumann & al. (1995). * subsp. cornuta (Steven) E.G.Camus (1908). * subsp. heldreichii (Schltr.) E.Nelson (1962). * subsp. rhodia (H.Baumann & Künkele) H.A.Pedersen & Faurh. (1997). * subsp. scolopax.+ var. minutula (Gölz & H.R.Reinhard) H.A.Pedersen & Faurh. (1997). | | Bassin méditerranéen, Hongrie jusqu'au Caucase                                              |
| | Ophrys ×semibombyliflora Bergon & E.G.Camus (1908). |                                                                                             |
| | Ophrys ×soller M.Henkel (2000). |                                                                                             |
| | Ophrys ×sommieri E.G.Camus ex Cortesi (1904) (Ophrys bombyliflora × Ophrys tenthredinifera s.l.) |                                                                                             |
| | Ophrys ×sorrentini Lojac. (1909). |                                                                                             |
| Ophrys speculum Link (Schrader) (1800), nom. cons.* subsp. lusitanica O.Danesch & E.Danesch (1969). * subsp. regis-ferdinandii (Acht. & Kellerer ex Renz) Soó (1970). * subsp. speculum. | | Bassin méditerranéen                                                                        |
| Ophrys sphegodes Mill. (1768).* subsp. aesculapii (Renz) Soó ex J.J.Wood (1980). * subsp. araneola (Rchb.) M.Laínz (1983). * subsp. atrata (Rchb.f.) A.Bolòs (1950). * subsp. aveyronensis J.J.Wood (1983). * subsp. cretensis H.Baumann & Künkele (1986). * subsp. epirotica (Renz) Gölz & H.R.Reinhard (1983). * subsp. gortynia H.Baumann & Künkele (1986). * subsp. helenae (Renz) Soó & D.M.Moore (1978). * subsp. mammosa (Desf.) Soó ex E.Nelson (1962). * subsp. passionis (Sennen) Sanz & Nuet (1995). * subsp. sipontensis (R.Lorenz & Gembardt) H.A.Pedersen & Faurh. (2005). * subsp. sphegodes. * subsp. spruneri (Nyman) E.Nelson (1962).+ var. argentaria (Devillers-Tersch. & Devillers) Faurh. (2002).        | * nothosubsp. jeanpertii (E.G.Camus) Del Prete & Conte (1980) (Ophrys araneola × sphegodes) | Sud-ouest de l'Europe au nord de l'Iran                                                     |
| Ophrys subinsectifera C.E.Hermos. & Sabando, 1996 | | Nord de l'Espagne                                                                           |
| | Ophrys ×spuria G.Keller ex Reinhard (1970). |                                                                                             |
| | Ophrys ×stefaniae G.Kretzschmar & H.Kretzschmar (1998). |                                                                                             |
| | Ophrys ×sundermanniana O.Danesch & E.Danesch (1972). |                                                                                             |
| Ophrys tenthredinifera Willd. (1805).* subsp. ficalhoana (J.A.Guim.) M.R.Lowe & D.Tyteca (2000) | | Bassin méditerranéen                                                                        |
| | Ophrys ×torrensis H.Dekker (1999). |                                                                                             |
| | Ophrys ×turiana J.E.Arnold (2009). (O. apifera × O. tenthredinifera) |                                                                                             |
| Ophrys ulupinara W.Hahn (2008). | | Turquie                                                                                     |
| Ophrys umbilicata Desf. (1807).* subsp. bucephala (Gölz & H.R.Reinhard) Biel (1999). * subsp. calycadniensis Perschke (2008). * subsp. flavomarginata (Renz) Faurh. (2003). * subsp. lapethica (Gölz & H.R.Reinhard) Faurh. (2009). * subsp. latakiana (M.Schönfelder & H.Schönfelder) Faurh. & H.A.Pedersen (2008). * subsp. umbilicata. | | Est de la Méditerranée jusqu'à l'Iran                                                       |
| Ophrys urteae Paulus (2009). | | Turquie                                                                                     |
| | Ophrys ×vamvakiae Kohlmüller (1995). |                                                                                             |
| | Ophrys ×varvarae Faller & K.Kreutz (1990). |                                                                                             |
| | Ophrys ×vereeckeniana P.Delforge (2006). |                                                                                             |
| | Ophrys ×vernonensis O.Danesch & E.Danesch (1972). |                                                                                             |
| | Ophrys ×vespertilio W.Rossi & Contorni (1996). |                                                                                             |
| | Ophrys ×vetula Risso (1844).* nothosubsp. corriasiana (H.Baumann & al.) ined.. * nothosubsp. vetula. |                                                                                             |
| | Ophrys ×viglioneorum P.Delforge (2006). |                                                                                             |
| | Ophrys ×vogatsica B.Willing & E.Willing (1986). |                                                                                             |
| | Ophrys ×waldmanniana Soó (1979 publ. 1980). |                                                                                             |
| Ophrys zagrica Gölz (2007). | | Iran                                                                                        |

### Monographies
- Devillers P. et Devillers-Terschuren J. 1994. Essai d’analyse systématique du genre Ophrys. Natural. belges 75 (Orchid. 7 suppl.): 273–400.

### Phylogénétique
- Bateman R.M., Hollingsworth P.M., Preston J., Yi-Bo L., Pridgeon A.M. & Chase M.W., 2003.- Molecular phylogenetics and evolution of Orchidinae and selected Habenariinae (Orchidaceae). Bot. J. Linn. Soc., 142, 1-40.
- Soliva M., Kocyan A. & Widmer A., 2001.- Molecular phylogenetics of the sexually deceptive orchid genus Ophrys (Orchidaceae) based on nuclear and chloroplast DNA sequences. Mol. Phylogenetics Evol., 20, 78-88.

### Autres
- Bournérias M. & Prat D. (dir. sc.), 2005.- Les orchidées de France, Belgique et Luxembourg, 2e édition. Biotope (collection Parthénope), Mèze, 504 p.
- Baumann H., Künkele S., & Lorenz R., 2006.- Orchideen Europas, mit angrenzenden Gebieten. Stuttgart, Eugen Ulmer, 336 p. (639 Farbfotos).
- Delforge, P., 2005.- Guide des Orchidées d'Europe, d'Afrique du Nord et du Proche-Orient (3e édition). Paris, Delachaux & Nestlé, 640 p., 1240 photos couleur.
- Roger Engel, Clé des Ophrys de la flore de France, Société française d'orchidophilie, 1991